# ISO 9001:2000
ISO 9001:2000 es una norma de la Organización Internacional para la Estandarización. 
Es la única norma de la familia ISO 9001 certificable, tiene una nueva estructura basada en procesos, y consta de los siguientes puntos principales: 
1. Responsabilidad de la Dirección
2. Gestión de recursos
3. Realización del Producto
4. Medición, análisis y mejora
5. Anexo A (Tabla A1 Correspondencia entre ISO 9001:94 e ISO 9001:2000)

Como se puede comprobar, esta nueva revisión ISO: 
1. Se basa en el famoso Ciclo de Deming o ciclo PHVA (acrónimo de Planificar, Hacer, Verificar, Actuar)
2. Está estructurada en cuatro grandes bloques, completamente lógicos, y esto significa que con el modelo de sistema de gestión de calidad basado en ISO se puede desarrollar en su seno cualquier actividad. La ISO 9000:2000 se va a presentar con una estructura válida para diseñar e implantar cualquier sistema de gestión, no solo el de calidad, e incluso, para integrar diferentes sistemas.

Otra novedad que presenta es el concepto de mejora continua. Se insiste en que el sistema de gestión de la calidad tiene que ser algo dinámico que se va enriqueciendo continuamente alimentado por la satisfacción/insatisfacción de los clientes y por sus diferentes demandas a lo largo del tiempo. Ya no habrá sitio para sistemas de gestión estáticos que, aun hoy en día, abundan.
4A Industrial.
- Datos: Q1636081